# 秩父郡
- 令制国一覧 > 東海道 > 武蔵国 > 秩父郡
- 日本 > 関東地方 > 埼玉県 > 秩父郡

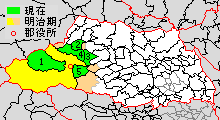
埼玉県秩父郡の範囲（1.小鹿野町 2.長瀞町 3.東秩父村 4.皆野町 5.横瀬町 薄黄：後に他郡に編入された区域）

秩父郡（ちちぶぐん） は、埼玉県（武蔵国）の郡。
人口34,429人、面積351.85km²、人口密度97.9人/km²。（2025年2月1日、推計人口）
以下の4町1村を含む。
- 横瀬町（よこぜまち）
- 皆野町（みなのまち）
- 長瀞町（ながとろまち）
- 小鹿野町（おがのまち）
- 東秩父村（ひがしちちぶむら）

秩父市とあわせて秩父地方とも呼ばれる。

## 郡域
上記5町村以外では、現在の行政区画では概ね以下の区域に相当する。
- 秩父市（全域）
- 飯能市（大字坂石、坂石町分、南、南川、北川、高山、坂元、上名栗、下名栗）
- 比企郡ときがわ町（大字大野、椚平）
- 大里郡寄居町（大字金尾、風布）
- 児玉郡神川町（大字矢納）

## 歴史
古代には、良質な馬産地かつ銅産地であり、それを財政的な基盤にして国造（知知夫国造）や秩父氏の輩出をみた。
令制国の制定以前には、知知夫国（ちちぶのくに）として一国をなしていた時期も存在していた。
708年、武蔵国秩父郡が和銅を献上、年号を和銅と改める。

### 近世以降の沿革
- 寛文年間 - 児玉郡出牛村と加増村が金沢村に合併[1]。
- 「旧高旧領取調帳」に記載されている明治初年時点での支配は以下の通り。●は村内に寺社領が存在。幕府領は木村飛騨守支配所（関東在方掛）、伊奈半左衛門支配所が管轄。（1町85村）

| 知行         | 知行                       | 村数     | 村名 |
| ------------ | -------------------------- | -------- | --- |
| 幕府領       | 幕府領（木村）             | 20村     | 南川村、河原沢村、三山村、薄村、白井差村、上吉田村、大淵村、野巻村、芦ヶ久保村、古大滝村、新大滝村、中津川村、下名栗村、上名栗村、奥沢村、白石村、大野村、椚平村、●御堂村、三峰村 |
| 幕府領       | 幕府領（伊奈）             | 1村      | 蒔田村 |
| 幕府領       | 旗本領                     | 1町 33村 | ●南村、●高山村、小鹿野町、飯田村、伊豆沢村、下小鹿野村、般若村、品沢村、長留村、小森村、日尾村、藤倉村、石間村、太田部村、上日野沢村、阿熊村、下吉田村、久長村、伊古田村、堀切村、下日野沢村、小柱村、金崎村、太田村、野上下郷、矢那瀬村、中野上村、本野上村、金沢村、矢納村、●田村郷、小野原村、大内沢村、●坂本村 |
| 藩領         | 武蔵忍藩                   | 22村     | ●山田村、横瀬村、●大宮郷、栃谷村、定峰村、三沢村、黒谷村、大野原村、皆野村、下田野村、井戸村、岩田村、金尾村、風布村、別所村、久那村、下影森村、上影森村、浦山村、上田野村、白久村、日野村 |
| 藩領         | 上野前橋藩                 | 5村      | ●坂石村、●坂石町分、●坂元村、北川村、贄川村 |
| 幕府領・藩領 | 幕府領（木村）・因幡鳥取藩 | 1村      | 寺尾村 |
| 幕府領・藩領 | 幕府領（木村）・前橋藩     | 2村      | 皆谷村、●安戸村 |
| 幕府領・藩領 | 旗本領・武蔵川越藩         | 1村      | 藤谷淵村 |

- 慶応4年
  - 6月17日（1868年8月5日） – 関東在方掛の旧岩鼻陣屋に岩鼻県が設置され、幕府領・旗本領を管轄。
  - 前橋藩の領地替えにより、皆谷村・安戸村が岩鼻県の管轄となる。
- 明治4年
  - 7月14日（1871年8月29日） - 廃藩置県により、藩領が忍県、前橋県、鳥取県となる。
  - 11月14日（1871年12月25日） - 第1次府県統合により、全域が入間県の管轄となる。
- 1873年（明治6年）6月15日 - 入間県が群馬県（第1期）と合併して熊谷県となる。
- 1874年（明治7年） - 白井差村が薄村に編入。（1町84村）
- 1876年（明治9年）8月21日 - 第2次府県統合により、熊谷県が武蔵国の管轄地域を埼玉県に合併して群馬県（第2期）に改称。当郡域は埼玉県の管轄となる。
- 1877年（明治10年） - 古大滝村・新大滝村が合併して大滝村となる。（1町83村）
- 1879年（明治12年）3月17日 - 郡区町村編制法の埼玉県での施行により、行政区画としての秩父郡が発足。郡役所を大宮郷（現在の埼玉県秩父地方庁舎の位置）に設置。

### 町村制以降の沿革

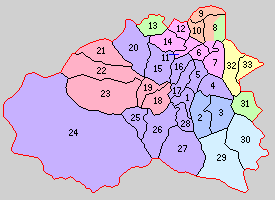
1.大宮町 2.横瀬村 3.芦ヶ久保村 4.高篠村 5.原谷村 6.皆野村 7.三沢村 8.白鳥村 9.樋口村 10.野上村 11.国神村 12.金沢村 13.矢納村 14.日野沢村 15.下吉田村 16.大田村 17.尾田蒔村 18.長若村 19.小鹿野町 20.上吉田村 21.倉尾村 22.三田川村 23.両神村 24.大滝村 25.白川村 26.中川村 27.浦山村 28.影森村 29.名栗村 30.吾野村 31.大椚村 32.槻川村 33.大河原村 （紫：秩父市 青：横瀬町 赤：小鹿野町 桃：皆野町 橙：長瀞町 黄：東秩父村 水色：飯能市 緑の8：大里郡寄居町 緑の13：児玉郡神川町 緑の31：比企郡ときがわ町）

- 1889年（明治22年）4月1日 - 町村制の施行により、以下の町村が発足。（2町31村）
  - 大宮町 ← 大宮郷、別所村（現・秩父市）
  - 横瀬村、芦ヶ久保村（それぞれ単独村制。現・横瀬町）
  - 高篠村 ← 山田村、栃谷村、定峰村（現・秩父市）
  - 原谷村 ← 大野原村、黒谷村（現・秩父市）
  - 皆野村、三沢村（それぞれ単独村制。現・皆野町）
  - 白鳥村 ← 下田野村（現・皆野町）、風布村、金尾村（現・大里郡寄居町）、岩田村、井戸村（現・長瀞町）
  - 樋口村 ← 野上下郷、矢那瀬村（現・長瀞町）
  - 野上村 ← 本野上村、中野上村、藤谷淵村（現・長瀞町）
  - 国神村 ← 大淵村、金崎村、野巻村（現・皆野町）
  - 金沢村（単独村制。現・皆野町）
  - 矢納村（単独村制。現・児玉郡神川町）
  - 日野沢村 ← 上日野沢村、下日野沢村（現・皆野町）
  - 下吉田村 ← 下吉田村、久長村、阿熊村（現・秩父市）
  - 大田村 ← 太田村、小柱村、堀切村、品沢村、伊古田村（現・秩父市）
  - 尾田蒔村 ← 寺尾村、田村郷、蒔田村（現・秩父市）
  - 長若村 ← 長留村、般若村（現・小鹿野町）
  - 小鹿野町 ← 小鹿野町、下小鹿野村、伊豆沢村（現・小鹿野町）
  - 上吉田村 ← 上吉田村、石間村、太田部村（現・秩父市）
  - 倉尾村 ← 藤倉村、日尾村（現・小鹿野町）
  - 三田川村 ← 三山村、飯田村、河原沢村（現・小鹿野町）
  - 両神村 ← 薄村、小森村（現・小鹿野町）
  - 大滝村 ← 大滝村、中津川村、三峰村（現・秩父市）
  - 白川村 ← 白久村、贄川村（現・秩父市）
  - 中川村 ← 上田野村、小野原村、日野村、久那村（現・秩父市）
  - 浦山村（単独村制。現・秩父市）
  - 影森村 ← 上影森村、下影森村（現・秩父市）
  - 名栗村 ← 上名栗村、下名栗村（現・飯能市）
  - 吾野村 ← 坂石村、坂元村、南村、南川村、北川村、高山村、坂石町分（現・飯能市）
  - 大椚村 ← 大野村、椚平村（現・比企郡ときがわ町）
  - 槻川村 ← 坂本村、皆谷村、白石村、大内沢村（現・東秩父村）
  - 大河原村 ← 御堂村、奥沢村、安戸村（現・東秩父村）
- 1893年（明治26年）1月18日 - 中川村の一部（大字久那）が分立して久那村が発足。（2町32村）
- 1896年（明治29年）8月1日 - 郡制を施行。
- 1916年（大正5年）1月1日 - 大宮町が秩父町に改称。
- 1921年（大正10年）7月1日 - 吾野村・名栗村の所属郡が入間郡に変更され、郡より離脱。（2町30村）
- 1923年（大正12年）
  - 4月1日 - 郡会が廃止。郡役所は存続。
  - 秩父宮御称号記念として150町歩にスギ、ヒノキを植林[2]。
- 1926年（大正15年）7月1日 - 郡役所が廃止。以降は地域区分名称となる。
- 1928年（昭和3年）
  - 11月1日 - 皆野村が町制施行して皆野町となる。（3町29村）
  - 11月10日 - 下吉田村が町制施行・改称して吉田町となる。（4町28村）
- 1940年（昭和15年）2月15日 - 野上村が町制施行して野上町となる。（5町27村）
- 1943年（昭和18年）
  - 2月11日 - 白川村・中川村が合併して荒川村が発足。（5町26村）
  - 9月8日（5町19村）
    - 皆野町・三沢村・国神村・金沢村・日野沢村・大田村および白鳥村の一部（大字下田野）が合併して美野町が発足。
    - 樋口村および白鳥村の一部（大字岩田、井戸）が野上町に編入。
    - 白鳥村の残部（大字金尾および風布の一部）が大里郡寄居町に編入。
- 1946年（昭和21年）12月1日 - 美野町が分村して皆野町・三沢村・国神村・日野沢村・金沢村・大田村を再置。（5町24村）
- 1948年（昭和23年）4月1日 - 矢納村の所属郡が児玉郡に変更され、郡より離脱。（5町23村）
- 1950年（昭和25年）4月1日 - 秩父町が市制施行して秩父市となり、郡より離脱。（4町23村）
- 1954年（昭和29年）
  - 5月3日 - 原谷村・尾田蒔村が秩父市に編入。（4町21村）
  - 11月3日 - 久那村が秩父市に編入。（4町20村）
- 1955年（昭和30年）
  - 2月11日（4町18村）
    - 横瀬村・芦ヶ久保村が合併し、改めて横瀬村が発足。
    - 大椚村が比企郡平村・明覚村と合併して比企郡都幾川村が発足し、郡より離脱。

  - 3月1日 - 皆野町・国神村・金沢村・日野沢村が合併し、改めて皆野町が発足。（4町15村）
  - 4月1日 - 小鹿野町・長若村が合併し、改めて小鹿野町が発足。（4町14村）
- 1956年（昭和31年）
  - 3月31日 - 小鹿野町・倉尾村・三田川村が合併し、改めて小鹿野町が発足。（4町12村）
  - 8月1日（4町10村）
    - 吉田町・上吉田村が合併し、改めて吉田町が発足。
    - 槻川村・大河原村が合併して東秩父村が発足。

  - 9月30日 - 影森村が浦山村を編入のうえ町制施行して影森町となる。（5町8村）
- 1957年（昭和32年）
  - 3月31日 - 三沢村が皆野町に編入。（5町7村）
  - 5月3日 - 高篠村・大田村が秩父市に編入。（5町5村）
- 1958年（昭和33年）5月31日 - 影森町が秩父市に編入。（4町5村）
- 1972年（昭和47年）11月1日 - 野上町が長瀞町に改称。
- 1984年（昭和59年）10月1日 - 横瀬村が町制施行して横瀬町となる。（5町4村）
- 2005年（平成17年）
  - 4月1日 - 吉田町・荒川村・大滝村が秩父市と合併し、改めて秩父市が発足、郡より離脱。（4町2村）
  - 10月1日 - 小鹿野町・両神村が合併し、改めて小鹿野町が発足。（4町1村）

### 変遷表
| 1889年以前                                         | 1889年4月1日 | 1889年 - 1928年                | 1929年 - 1944年                 | 1945年 - 1959年                    | 1945年 - 1959年                    | 1960年 - 1989年           | 1989年 - 現在                       | 現在              |
| -------------------------------------------------- | ------------ | ------------------------------ | ------------------------------- | ---------------------------------- | ---------------------------------- | ------------------------- | ----------------------------------- | ----------------- |
| 本野上村 中野上村 藤谷淵村                         | 野上村       | 野上村                         | 1940年2月15日 町制              | 野上町                             | 野上町                             | 1972年11月1日 改称 長瀞町 | 長瀞町                              | 長瀞町            |
| 野上下郷 矢那瀬郷                                  | 樋口村       | 樋口村                         | 1943年9月8日 野上町に編入       | 野上町                             | 野上町                             | 1972年11月1日 改称 長瀞町 | 長瀞町                              | 長瀞町            |
| 岩田村 井戸村                                      | 白鳥村       | 白鳥村                         | 1943年9月8日 野上町に編入       | 野上町                             | 野上町                             | 1972年11月1日 改称 長瀞町 | 長瀞町                              | 長瀞町            |
| 風布村 金尾村                                      | 白鳥村       | 白鳥村                         | 1943年9月8日 大里郡寄居町に編入 | 1955年2月11日 大里郡寄居町の一部   | 1955年2月11日 大里郡寄居町の一部   | 大里郡 寄居町             | 大里郡 寄居町                       | 大里郡 寄居町     |
| 下田野村                                           | 白鳥村       | 白鳥村                         | 1943年9月8日 美野町             | 1946年12月1日 皆野町               | 1955年3月1日 皆野町                | 皆野町                    | 皆野町                              | 皆野町            |
| 皆野村                                             | 皆野村       | 1928年11月1日 町制             | 1943年9月8日 美野町             | 1946年12月1日 皆野町               | 1955年3月1日 皆野町                | 皆野町                    | 皆野町                              | 皆野町            |
| 大淵村 金崎村 野巻村                               | 国神村       | 国神村                         | 1943年9月8日 美野町             | 1946年12月1日 国神村               | 1955年3月1日 皆野町                | 皆野町                    | 皆野町                              | 皆野町            |
| 金沢村                                             | 金沢村       | 金沢村                         | 1943年9月8日 美野町             | 1946年12月1日 金沢村               | 1955年3月1日 皆野町                | 皆野町                    | 皆野町                              | 皆野町            |
| 上日野沢村 下日野沢村                              | 日野沢村     | 日野沢村                       | 1943年9月8日 美野町             | 1946年12月1日 日野沢村             | 1955年3月1日 皆野町                | 皆野町                    | 皆野町                              | 皆野町            |
| 三沢村                                             | 三沢村       | 三沢村                         | 1943年9月8日 美野町             | 1946年12月1日 三沢村               | 1957年3月31日 皆野町に編入         | 皆野町                    | 皆野町                              | 皆野町            |
| 太田村 小柱村 堀切村 品沢村 伊古田村               | 大田村       | 大田村                         | 1943年9月8日 美野町             | 1946年12月1日 大田村               | 1957年5月3日 秩父市に編入          | 秩父市                    | 2005年4月1日 秩父市                 | 秩父市            |
| 大宮郷 別所村                                      | 大宮町       | 1916年1月1日 改称 秩父町       | 秩父町                          | 1950年4月1日 市制                  | 1950年4月1日 市制                  | 秩父市                    | 2005年4月1日 秩父市                 | 秩父市            |
| 大野原村 黒谷村                                    | 原谷村       | 原谷村                         | 原谷村                          | 1954年5月3日 秩父市に編入          | 1954年5月3日 秩父市に編入          | 秩父市                    | 2005年4月1日 秩父市                 | 秩父市            |
| 寺尾村 田村郷 蒔田村                               | 尾田蒔村     | 尾田蒔村                       | 尾田蒔村                        | 1954年5月3日 秩父市に編入          | 1954年5月3日 秩父市に編入          | 秩父市                    | 2005年4月1日 秩父市                 | 秩父市            |
| 山田村 栃谷村 定峰村                               | 高篠村       | 高篠村                         | 高篠村                          | 1957年5月3日 秩父市に編入          | 1957年5月3日 秩父市に編入          | 秩父市                    | 2005年4月1日 秩父市                 | 秩父市            |
| 上影森村 下影森村                                  | 影森村       | 影森村                         | 影森村                          | 1956年9月30日 町制                 | 1958年5月31日 秩父市に編入         | 秩父市                    | 2005年4月1日 秩父市                 | 秩父市            |
| 浦山村                                             | 浦山村       | 浦山村                         | 浦山村                          | 1956年9月30日 影森村に編入         | 1958年5月31日 秩父市に編入         | 秩父市                    | 2005年4月1日 秩父市                 | 秩父市            |
| 久那村                                             | 中川村       | 1893年1月18日 分立 久那村      | 久那村                          | 1954年11月3日 秩父市に編入         | 1954年11月3日 秩父市に編入         | 秩父市                    | 2005年4月1日 秩父市                 | 秩父市            |
| 上田野村 小野原村 日野村                           | 中川村       | 中川村                         | 1943年2月11日 荒川村            | 荒川村                             | 荒川村                             | 荒川村                    | 2005年4月1日 秩父市                 | 秩父市            |
| 白久村 贄川村                                      | 白川村       | 白川村                         | 1943年2月11日 荒川村            | 荒川村                             | 荒川村                             | 荒川村                    | 2005年4月1日 秩父市                 | 秩父市            |
| 下吉田村 久長村 阿熊村                             | 下吉田村     | 1928年11月10日 町制改称 吉田町 | 吉田町                          | 1956年8月1日 吉田町                | 1956年8月1日 吉田町                | 吉田町                    | 2005年4月1日 秩父市                 | 秩父市            |
| 上吉田村 石間村 太田部村                           | 上吉田村     | 上吉田村                       | 上吉田村                        | 1956年8月1日 吉田町                | 1956年8月1日 吉田町                | 吉田町                    | 2005年4月1日 秩父市                 | 秩父市            |
| 大滝村 中津川村 三峰村                             | 大滝村       | 大滝村                         | 大滝村                          | 大滝村                             | 大滝村                             | 大滝村                    | 2005年4月1日 秩父市                 | 秩父市            |
| 小鹿野町                                           | 小鹿野町     | 小鹿野町                       | 小鹿野町                        | 1955年4月1日 小鹿野町              | 1956年3月31日 小鹿野町             | 小鹿野町                  | 2005年10月1日 小鹿野町              | 小鹿野町          |
| 下小鹿野村 伊豆沢村                                | 小鹿野町     | 小鹿野町                       | 小鹿野町                        | 1955年4月1日 小鹿野町              | 1956年3月31日 小鹿野町             | 小鹿野町                  | 2005年10月1日 小鹿野町              | 小鹿野町          |
| 長留村 般若村                                      | 長若村       | 長若村                         | 長若村                          | 1955年4月1日 小鹿野町              | 1956年3月31日 小鹿野町             | 小鹿野町                  | 2005年10月1日 小鹿野町              | 小鹿野町          |
| 藤倉村 日尾村                                      | 倉尾村       | 倉尾村                         | 倉尾村                          | 倉尾村                             | 1956年3月31日 小鹿野町             | 小鹿野町                  | 2005年10月1日 小鹿野町              | 小鹿野町          |
| 三山村 飯田村 河原沢村                             | 三田川村     | 三田川村                       | 三田川村                        | 三田川村                           | 1956年3月31日 小鹿野町             | 小鹿野町                  | 2005年10月1日 小鹿野町              | 小鹿野町          |
| 薄村 小森村                                        | 両神村       | 両神村                         | 両神村                          | 両神村                             | 両神村                             | 両神村                    | 2005年10月1日 小鹿野町              | 小鹿野町          |
| 横瀬村                                             | 横瀬村       | 横瀬村                         | 横瀬村                          | 1955年2月11日 横瀬村               | 1955年2月11日 横瀬村               | 1984年10月1日 町制        | 横瀬町                              | 横瀬町            |
| 芦ヶ久保村                                         | 芦ヶ久保村   | 芦ヶ久保村                     | 芦ヶ久保村                      | 1955年2月11日 横瀬村               | 1955年2月11日 横瀬村               | 1984年10月1日 町制        | 横瀬町                              | 横瀬町            |
| 坂本村 皆谷村 白石村 大内沢村                      | 槻川村       | 槻川村                         | 槻川村                          | 1956年8月1日 東秩父村              | 1956年8月1日 東秩父村              | 東秩父村                  | 東秩父村                            | 東秩父村          |
| 御堂村 奥沢村 安戸村                               | 大河原村     | 大河原村                       | 大河原村                        | 1956年8月1日 東秩父村              | 1956年8月1日 東秩父村              | 東秩父村                  | 東秩父村                            | 東秩父村          |
| 坂石村 坂元村 南川村 南村 北川村 高山村 坂石村町分 | 吾野村       | 1921年7月1日 入間郡            | 入間郡 吾野村                   | 1956年9月30日 飯能市に編入         | 1956年9月30日 飯能市に編入         | 飯能市                    | 飯能市                              | 飯能市            |
| 上名栗村 下名栗村                                  | 名栗村       | 1921年7月1日 入間郡            | 入間郡 名栗村                   | 入間郡 名栗村                      | 入間郡 名栗村                      | 入間郡 名栗村             | 2005年1月1日 飯能市に編入           | 飯能市            |
| 大野村 椚平村                                      | 大椚村       | 大椚村                         | 大椚村                          | 1955年2月11日 比企郡都幾川村の一部 | 1955年2月11日 比企郡都幾川村の一部 | 比企郡 都幾川村           | 2006年2月1日 比企郡ときがわ町の一部 | 比企郡 ときがわ町 |
| 矢納村                                             | 矢納村       | 矢納村                         | 矢納村                          | 1948年4月1日 児玉郡                | 1954年4月1日 児玉郡神泉村の一部    | 児玉郡 神泉村             | 2006年1月1日 児玉郡神川町の一部     | 児玉郡 神川町     |

## 行政
歴代郡長
特記なき場合『埼玉県秩父郡誌』による。
| 代 | 氏名         | 就任年月日                 | 退任年月日                 | 備考                                                     |
| -- | ------------ | -------------------------- | -------------------------- | -------------------------------------------------------- |
| 1  | 宮澤直蔵     | 1879年（明治12年）3月20日  | 1879年（明治12年）3月26日  |                                                          |
| 2  | 伊藤栄       | 1879年（明治12年）3月26日  | 1886年（明治19年）1月12日  | 埼玉県入間郡長に転任                                     |
| 3  | 中村孫兵衛   | 1886年（明治19年）1月12日  | 1886年（明治19年）8月31日  |                                                          |
| 4  | 鎌田沖太     | 1886年（明治19年）8月31日  | 1890年（明治23年）12月27日 |                                                          |
| 5  | 阪本与惣次郎 | 1890年（明治23年）12月27日 | 1893年（明治26年）9月20日  | 埼玉県北埼玉郡長より就任                                 |
| 6  | 平井光長     | 1893年（明治26年）9月20日  | 1894年（明治27年）7月4日   | 埼玉県入間郡長に転任                                     |
| 7  | 小泉寛則     | 1894年（明治27年）7月4日   | 1897年（明治30年）6月29日  | 埼玉県北足立・新座郡長より就任                           |
| 8  | 阪本与惣次郎 | 1897年（明治30年）6月29日  | 1903年（明治36年）1月21日  | 5代の再任 埼玉県比企郡長より就任、埼玉県北埼玉郡長に転任 |
| 9  | 奥田栄之助   | 1903年（明治36年）1月21日  | 1908年（明治41年）3月27日  | 埼玉県南埼玉郡長に転任                                   |
| 10 | 佐野貞治郎   | 1908年（明治41年）3月27日  | 1910年（明治43年）4月11日  |                                                          |
| 11 | 戸田五郎彦   | 1910年（明治43年）4月11日  | 1917年（大正6年）2月10日   |                                                          |
| 12 | 安藤袈裟一   | 1917年（大正6年）2月10日   | 1919年（大正8年）12月4日   |                                                          |
| 13 | 武田熊蔵     | 1919年（大正8年）12月17日  | 1921年（大正10年）6月23日  | 埼玉県比企郡長より就任、埼玉県大里郡長に転任             |
| 14 | 関口類作     | 1921年（大正10年）6月23日  | 1924年（大正13年）12月16日 | 埼玉県入間郡長に転任                                     |
| 15 | 岡松生       | 1924年（大正13年）12月16日 | 大正15年（1926年）6月30日  | 郡役所廃止により、廃官                                   |